# Discographie de Tori Amos

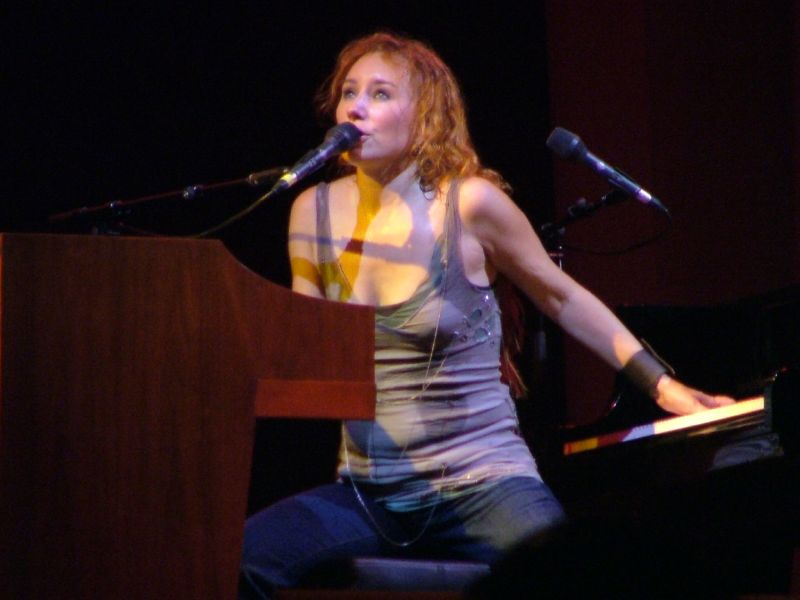
Tori Amos au festival de Glastonbury en 2005

Cet article présente la discographie de Tori Amos.

## Albums
| Année | Album                       | U.S. | UK | AUS | FR  | Label                      | RIAA Certification       | Informations                                                        |
| ----- | --------------------------- | ---- | -- | --- | --- | -------------------------- | ------------------------ | ------------------------------------------------------------------- |
| 1988  | Y Kant Tori Read            | –    | –  | –   | –   | Atlantic                   | –                        | réédité le 24 novembre 2017                                         |
| 1992  | Little Earthquakes          | 54   | 14 | 14  | –   | Atlantic/East West Records | Double disque de platine | Premier album solo                                                  |
| 1994  | Under the Pink              | 12   | 1  | 5   | –   | Atlantic/East West Records | Double disque de platine | Inclus More Pink bonus cd en AUS/NZ                                 |
| 1996  | Boys for Pele               | 2    | 2  | 6   | –   | Atlantic/East West Records | Disque de platine        |                                                                     |
| 1998  | From the Choirgirl Hotel    | 5    | 6  | 8   | 30  | Atlantic/East West Records | Disque de platine        |                                                                     |
| 1999  | To Venus and Back           | 12   | 22 | 6   | 31  | Atlantic/East West Records | Disque de platine        | 2 cd : cd1= nouvel album / cd2=titres live issus de la tournée 1998 |
| 2001  | Strange Little Girls        | 4    | 16 | 7   | 26  | Atlantic/East West Records | –                        | Album de reprises d'auteurs masculins                               |
| 2002  | Scarlet's Walk              | 7    | 26 | 20  | 32  | Epic Sony                  | Disque d'or              |                                                                     |
| 2005  | The Beekeeper               | 5    | 24 | 20  | 44  | Epic Sony                  | –                        |                                                                     |
| 2007  | American Doll Posse         | 5    | 50 | 20  | 48  | Epic Sony                  | –                        |                                                                     |
| 2009  | Abnormally Attracted to Sin | 9    | 20 | 28  | 61  | Universal Republic         | –                        |                                                                     |
| 2009  | Midwinter Graces            | 66   | 97 |     | 133 | Universal Republic         | –                        |                                                                     |
| 2011  | Night of Hunters            | 24   | 27 | 42  | 70  | Deutsche Grammophon        |                          |                                                                     |
| 2014  | Unrepentant Geraldines      | 7    | 13 | 61  | 61  | Mercury Classics           |                          |                                                                     |
| 2017  | Native Invader              |      |    |     |     | Decca Records              |                          |                                                                     |
| 2021  | Ocean to Ocean              |      |    |     |     | Decca Records              |                          |                                                                     |

## Compilations / Coffrets
| Année | Album                | U.S. | UK | AUS | FR  | Label               | Notes                                                                              |
| ----- | -------------------- | ---- | -- | --- | --- | ------------------- | ---------------------------------------------------------------------------------- |
| 2003  | Tales Of A Librarian | 40   | 74 | 93  |     | Atlantic Records    | Best Of                                                                            |
| 2006  | A Piano              |      |    |     |     | Rhino Entertainment | Coffret 5 cd de titres remasterisés, de titres inédits et de versions alternatives |
| 2012  | Gold Dust            | 63   | 36 | 60  | 156 | Deutsche Grammophon | Best-of symphonique : 14 titres re-enregistrés avec le Metropole Orchestra         |

## En public
| Année | Album                      | Label                                | Notes |
| ----- | -------------------------- | ------------------------------------ | --- |
| 1997  | Live From NY               | Atlantic Vidéo / Warner Music Vision | VHS du concert à New York, dernière date de la tournée « Dew Drop Inn ». Appuyée par le single Silent All These Years (réédité pour l'occasion), les bénéfices de ce concert et de la vidéo furent reversés à l'association RAINN. Cette VHS n'a pas été rééditée en DVD depuis. |
| 2004  | Welcome to Sunny Florida   | Epic/Sony                            | DVD du concert donné à West Palm Beach, dernière date de la tournée « Scarlet's Walk » |
| 2005  | The Original Bootlegs      | Epic/Sony                            | 6 concerts audio de la tournée « Original Sinsuality Tour » |
| 2007  | Legs and Boots             | Digital distribution                 | 27 concerts en format mp3 de la tournée American Doll Posse World Tour |
| 2008  | Live at Montreux 1991/1992 | Eagle Vision / Naive                 | également en DVD |
| 2010  | From Russia with Love (en) |                                      | Coffret vendu en édition limitéé contenant : - Un double CD live enregistré à Moscou le 3 septembre 2010, dédicacé - Un appareil photo Diana F+ et tous les accessoires - Une photographie de Tori                                                                               |
| 2024  | Diving Deep Live (en)      |                                      | Il a été enregistré lors de la tournée Ocean to Ocean qui s'est étendue sur 93 dates à travers le monde tout au long de 2022 et 2023. - Le double CD contient 4 titres bonus ne figurant pas sur le double-album vinyle.                                                         |

## Maxi
| Année | Maxi                       | Date de sortie | Label     |
| ----- | -------------------------- | -------------- | --------- |
| 1992  | Crucify                    | US             | Atlantic  |
| 1996  | Hey Jupiter                | US             | Atlantic  |
| 2004  | Scarlet's Hidden Treasures | US, UK, AUS    | Epic/Sony |

## Singles
| Année | Titre                                  | U.S. Hot 100 | U.S. Modern Rock | U.S. Adult Top 40 | U.S. Dance Play | UK | Australie | Nouvelle-Zélande | Irlande | France |
| ----- | -------------------------------------- | ------------ | ---------------- | ----------------- | --------------- | -- | --------- | ---------------- | ------- | ------ |
| 1979  | Baltimore (en) (en tant qu'Ellen Amos) | -            | -                | -                 | -               | -  | -         | -                | -       | -      |
| 1988  | The Big Picture (Y Kant Tori Read)     | -            | -                | -                 | -               | -  | -         | -                | -       | -      |
| 1988  | Cool On Your Island (Y Kant Tori Read) | -            | -                | -                 | -               | -  | -         | -                | -       | -      |
| 1991  | Me and a Gun                           | -            | -                | -                 | -               | -  | -         | -                | -       | -      |
| 1991  | Silent All These Years                 | -            | 27               | 26                | -               | 51 | -         | -                | -       | -      |
| 1992  | China                                  | -            | -                | -                 | -               | 51 | -         | -                | -       | -      |
| 1992  | Winter                                 | -            | -                | -                 | -               | 25 | 49        | -                | -       | -      |
| 1992  | Crucify                                | -            | 22               | -                 | -               | 15 | 83        | 17               | 25      | 17     |
| 1992  | Silent All These Years                 | -            | -                | -                 | -               | 26 | -         | -                | -       | -      |
| 1994  | Cornflake Girl                         | 7            | 12               | -                 | -               | 4  | 19        | 41               | 9       | -      |
| 1994  | God (en)                               | 72           | 1                | -                 | -               | 44 | 65        | -                | -       | -      |
| 1994  | Pretty Good Year                       | -            | -                | -                 | -               | 7  | 85        | -                | 26      | -      |
| 1994  | Past the Mission                       | -            | -                | -                 | -               | 31 | -         | -                | 25      | -      |
| 1996  | Caught a Lite Sneeze                   | 60           | 13               | -                 | -               | 20 | 51        | -                | 21      | -      |
| 1996  | Talula                                 | 19           | -                | -                 | -               | 22 | -         | -                | -       | -      |
| 1996  | Hey Jupiter / Professional Widow"      | -            | -                | -                 | -               | 20 | 17        | -                | -       | -      |
| 1996  | Professional Widow (remixes)           | 8            | -                | -                 | 1               | 1  | 17        | -                | 2       | 35     |
| 1996  | In the Springtime of His Voodoo        | 20           | -                | -                 | 6               | -  | -         | -                | -       | -      |
| 1996  | Blue Skies (BT ft. Tori Amos)          | -            | -                | -                 | 1               | 26 | 93        | -                | -       | -      |
| 1997  | Silent All These Years                 | 65           | 27               | 26                | -               | -  | -         | -                | -       | -      |
| 1998  | Spark                                  | 49           | 13               | 32                | -               | 16 | 50        | -                | -       | -      |
| 1998  | Raspberry Swirl                        | -            | -                | -                 | -               | -  | 57        | -                | -       | -      |
| 1998  | Jackie's Strength                      | 54           | -                | -                 | -               | -  | -         | -                | -       | -      |
| 1998  | Cruel / Raspberry Swirl                | 38           | -                | -                 | -               | -  | -         | -                | -       | -      |
| 1999  | Jackie's Strength (remixes)            | -            | -                | -                 | 1               | -  | -         | -                | -       | -      |
| 1999  | Bliss                                  | 91           | -                | -                 | -               | -  | -         | -                | -       | -      |
| 1999  | 1000 Oceans                            | 22           | -                | -                 | -               | -  | -         | -                | -       | -      |
| 1999  | Glory of the 80's                      | -            | -                | -                 | -               | 46 | 81        | -                | -       | -      |
| 2000  | Concertina                             | 48           | -                | -                 | -               | -  | -         | -                | -       | -      |
| 2001  | Strange Little Girl                    | -            | -                | -                 | -               | -  | -         | -                | -       | -      |
| 2002  | A Sorta Fairytale                      | 14           | -                | 11                | -               | 41 | -         | -                | -       | -      |
| 2002  | Taxi Ride                              | -            | -                | 35                | -               | -  | -         | -                | -       | -      |
| 2003  | Strange                                | -            | -                | -                 | -               | -  | -         | -                | -       | -      |
| 2003  | Don't Make Me Come To Vegas (12" only) | -            | -                | -                 | 6               | -  | -         | -                | -       | -      |
| 2003  | Mary                                   | -            | -                | -                 | -               | -  | -         | -                | -       | -      |
| 2005  | Sleeps with Butterflies                | -            | -                | -                 | -               | -  | -         | -                | -       | -      |
| 2005  | Sweet the Sting                        | -            | -                | -                 | -               | -  | -         | -                | -       | -      |
| 2005  | Cars and Guitars                       | -            | -                | -                 | -               | -  | -         | -                | -       | -      |
| 2007  | Big Wheel ¤                            | 12           | -                | 6                 | -               | -  | -         | -                | -       | -      |
| 2007  | Bouncing off Clouds                    | -            | -                | -                 | -               | -  | -         | -                | -       | -      |
| 2007  | Almost Rosey                           | -            | -                | -                 | -               | -  | -         | -                | -       | -      |
| 2009  | Welcome To England ¤                   |              | 10               | -                 | -               | -  | -         | 4                | -       | -      |
| 2009  | A Silent Night With You ¤              |              | -                | -                 | -               | -  | -         | -                | -       | -      |
| 2009  | Pink And Glitter ¤                     |              | -                | -                 | -               | -  | -         | -                | -       | -      |
| 2011  | Carry ¤                                |              | -                | -                 | -               | -  | -         | -                | -       | -      |
| 2012  | Flavor ¤                               |              | -                | -                 | 1               | -  | -         | -                | -       | -      |
| 2014  | Trouble's Lament ¤                     |              | -                | -                 | -               | -  | -         | -                | -       | -      |
| 2014  | Promise ¤                              |              | -                | -                 | -               | -  | -         | -                | -       | -      |

,